# بايبر أيروستار
بايبر أيروستار  (بالإنجليزية: Piper Aerostar)‏ هي طائرة نقل خفيف، عالية الأداء، بمحركين، وستة مقاعد. أنتجت في 1967 بالولايات المتحدة. من صناعة بايبر للطائرات. كان أول طيران لها في 1967. صنع منها 1010 طائرة.

## معرض صور

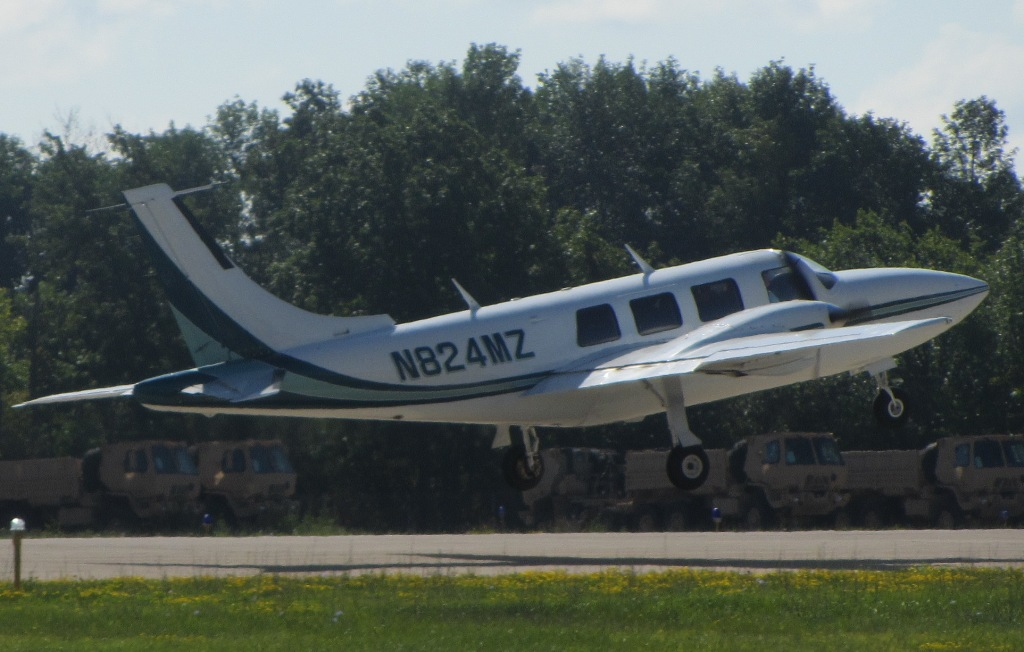
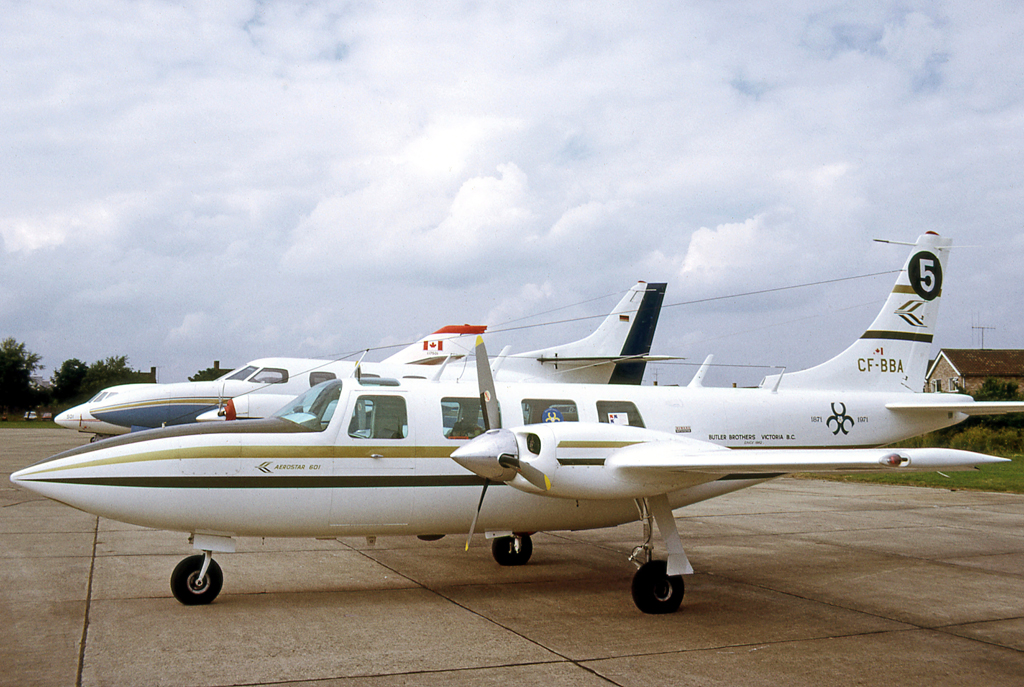
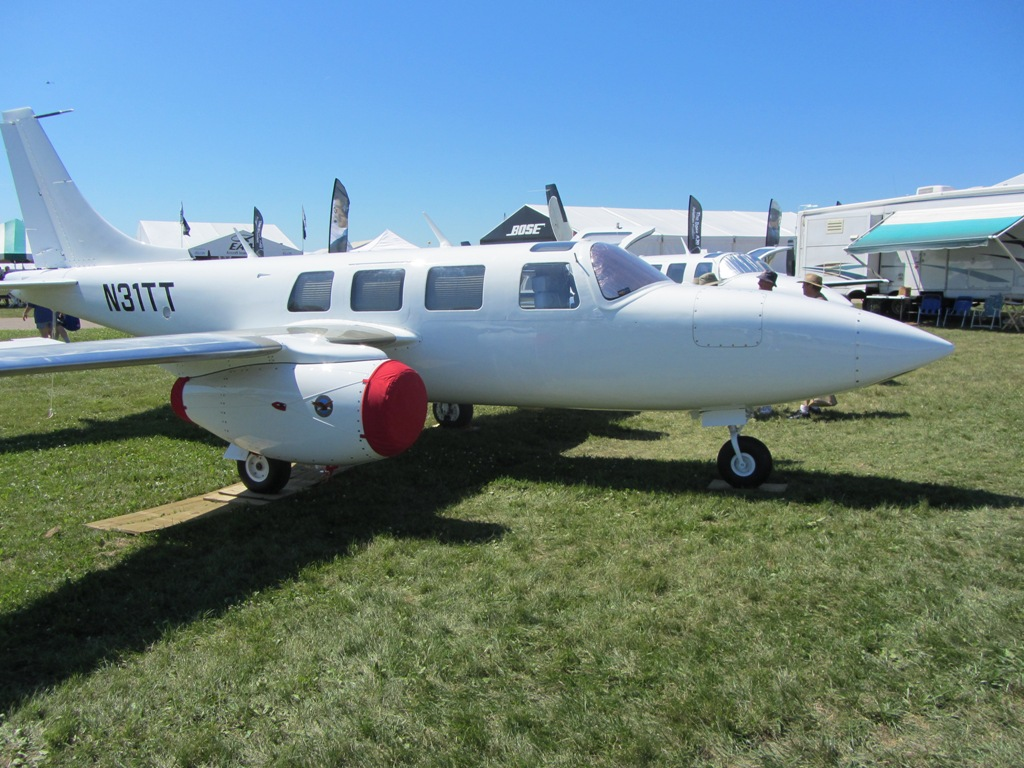
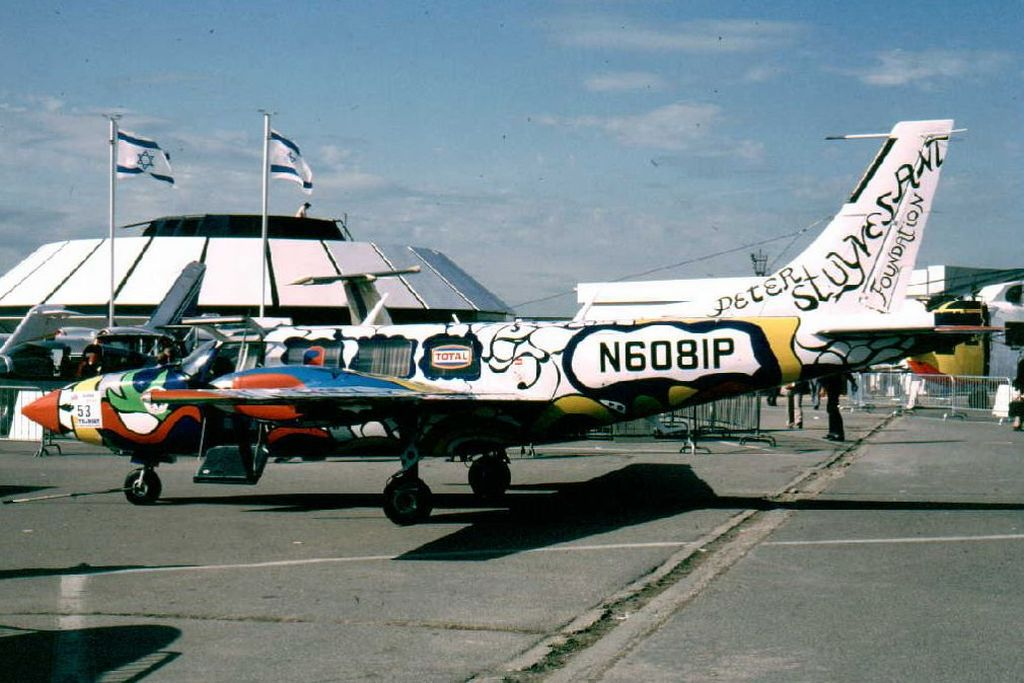
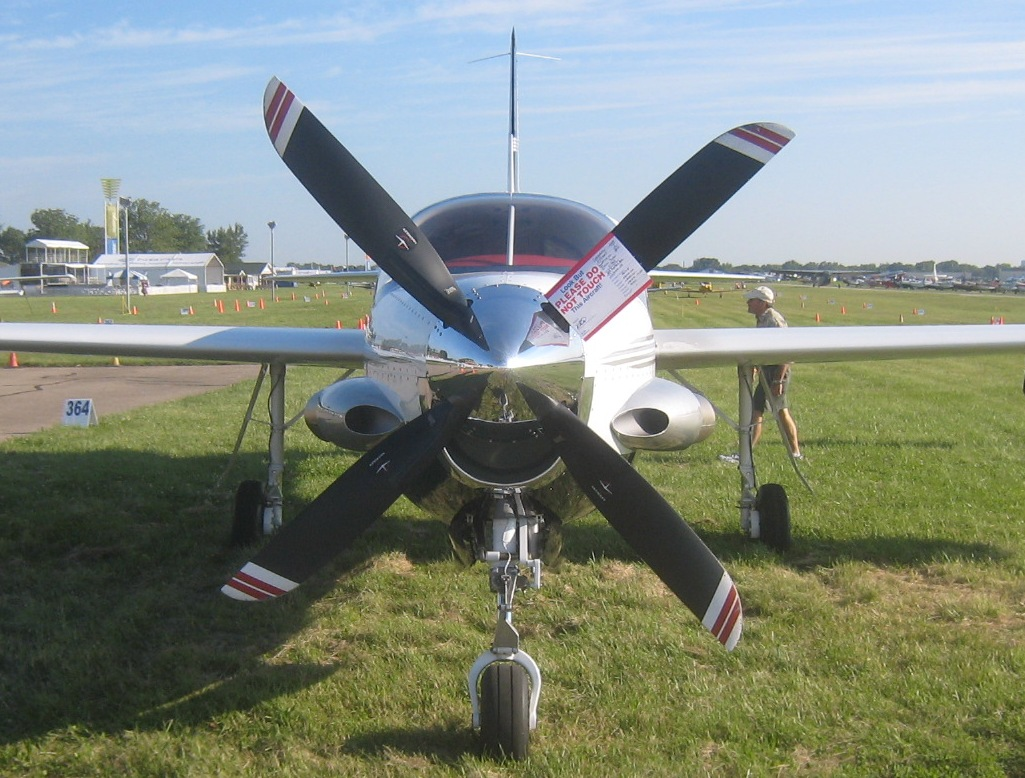